# Ташкент-Пассажирский
Ташкент-Северный (узб. Toshkent-Shimoliy) — железнодорожная станция Узбекистанской железной дороги, расположенная в столице Узбекистана Ташкенте. Крупнейший железнодорожный вокзал страны.

## История
Северный вокзал Ташкента был построен в конце XIX века. Новая железнодорожная линия соединила Ташкент с Красноводском.
В 1906 году была открыта железная дорога между Ташкентом и Оренбургом и стала первой линией между Европейской частью России и Средней Азией.
В 1957 году было открыто новое здание вокзала. В 1984 году рядом с вокзалом открылась станция метро.

## Основные маршруты

### Международные маршруты
- Ташкент — Алма-Ата (вагоны Talgo 250),
- Ташкент — Москва,
- Ташкент — Челябинск,
- Ташкент — Уфа,
- Ташкент — Новосибирск,
- Ташкент — Екатеринбург — Казань,
- Ташкент — Саратов,
- Ташкент — Волгоград,
- Алма-Ата — Нукус.

### Внутригосударственные маршруты
- Ташкент — Самарканд (поезд Afrosiyob),
- Ташкент — Бухара (поезд Afrosiyob).
- Ташкент — Китаб (поезд Afrosiyob),
- Ташкент — Алат,
- Ташкент — Термез,
- Ташкент — Сарыосиё,
- Ташкент — Андижан,
- Ташкент — Ургенч,
- Ташкент — Шават,
- Ташкент — Кунград.

В апреле 2018 года отправление и прибытие внутригосударственных маршрутов поездов с Северного вокзала были переведены на Южный вокзал, за исключением поездов Afrosiyob.

## Галерея

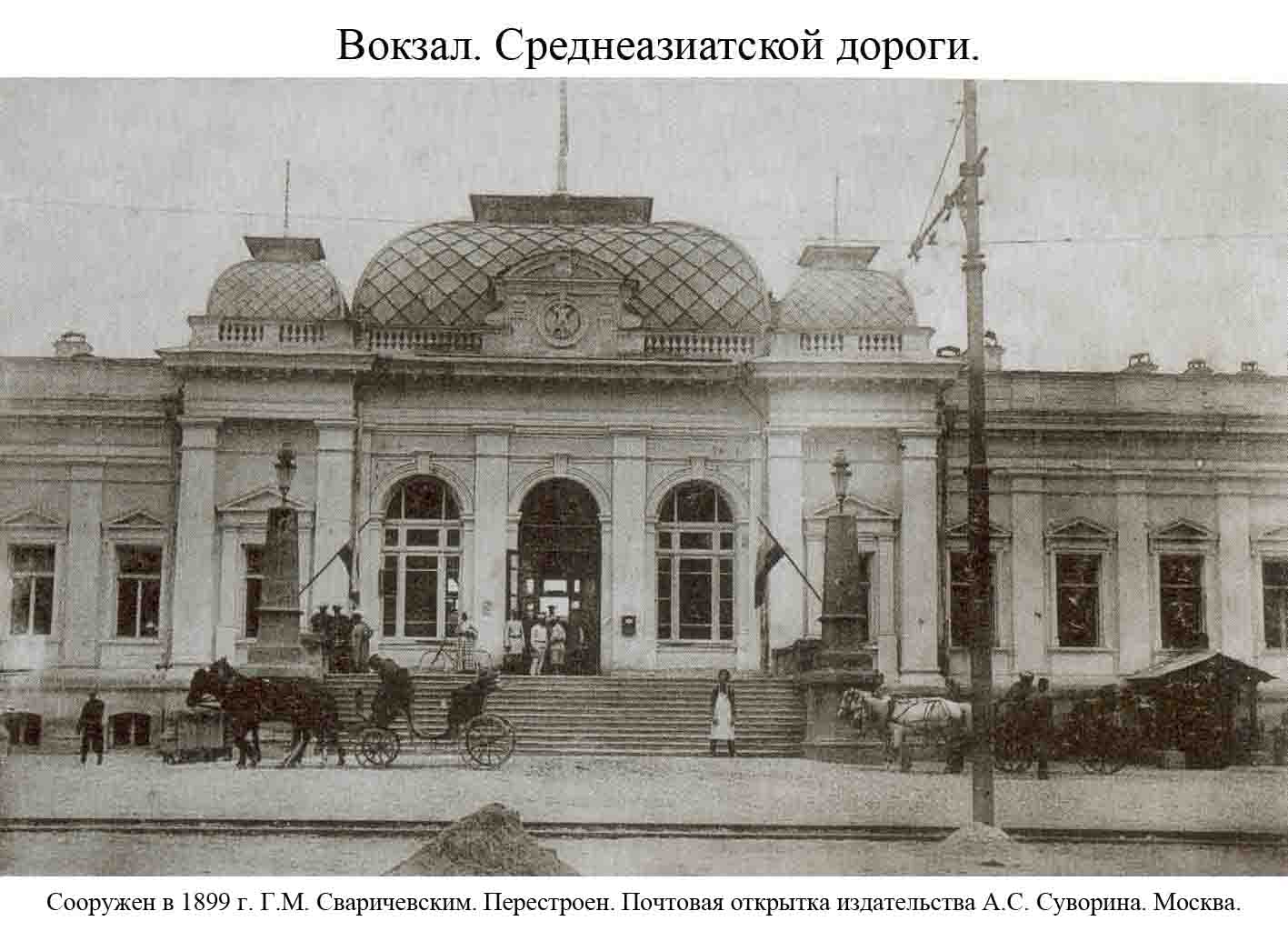
Здание вокзала в 1912 году
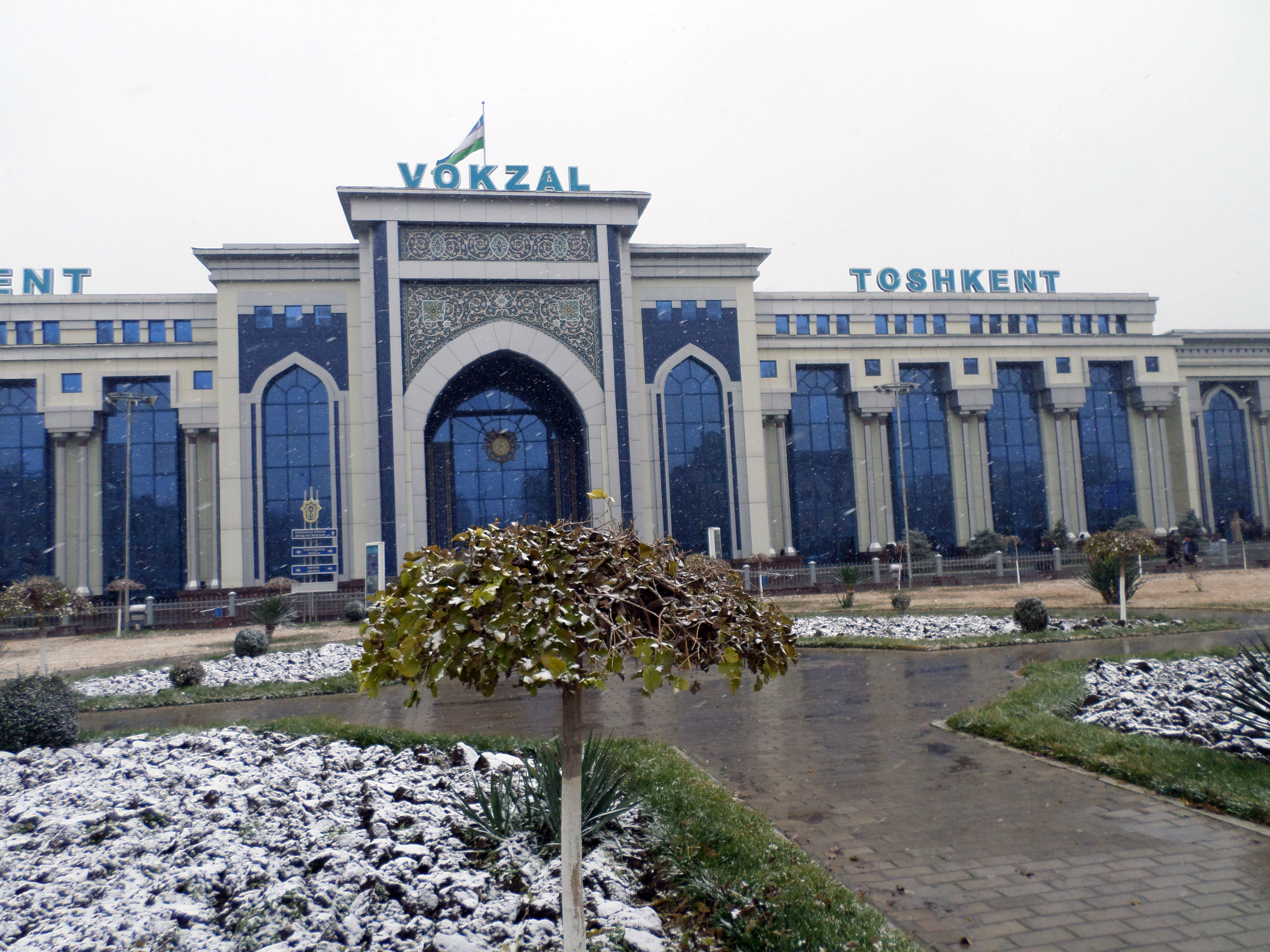
Здание вокзала в снегу
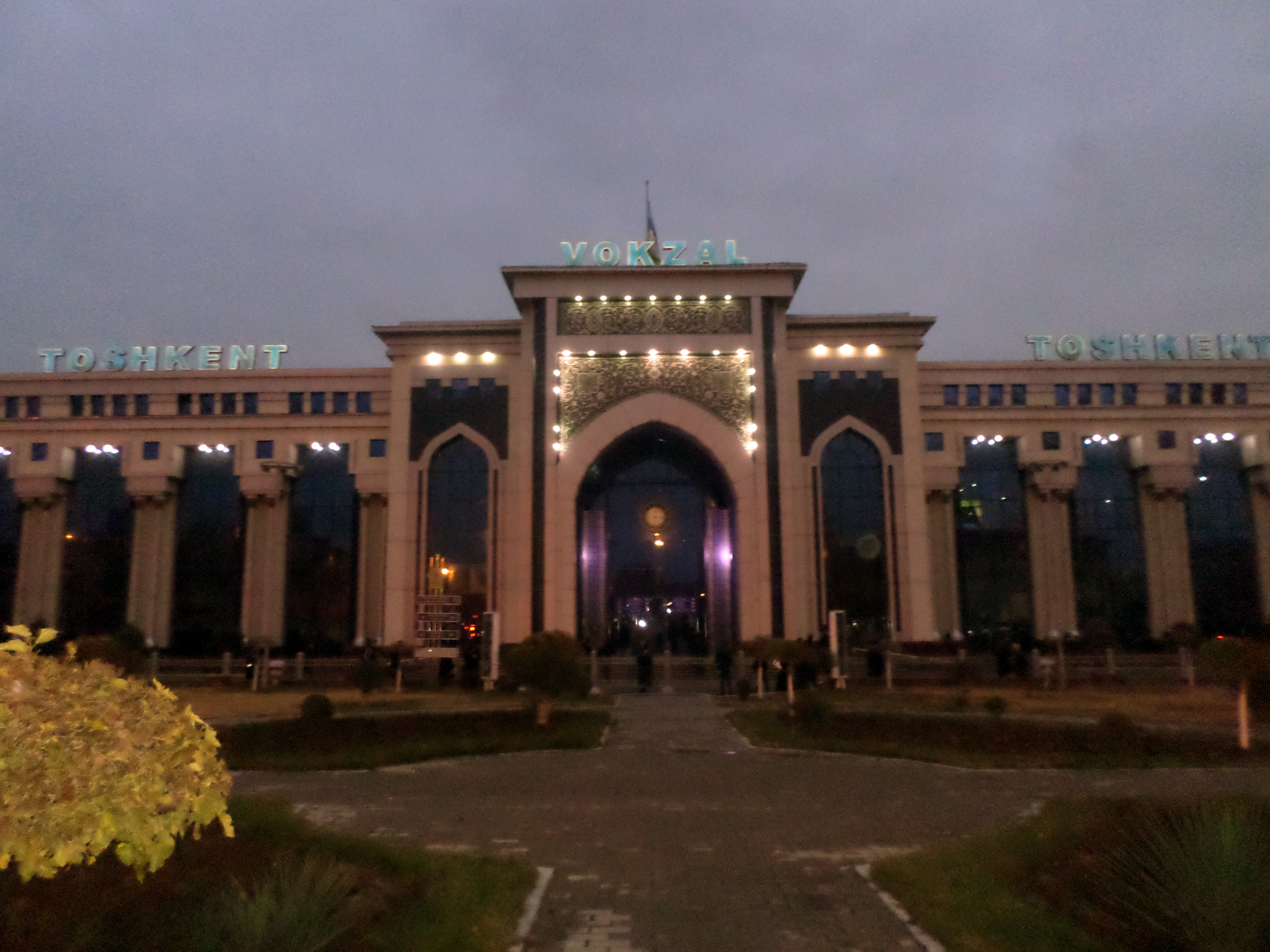
Здание вокзала вечером
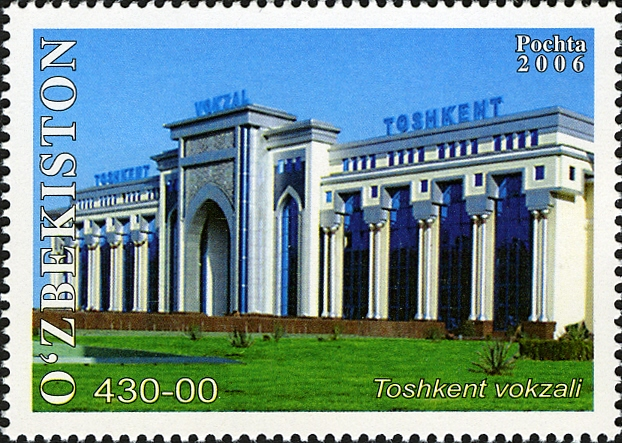
Почтовая марка Узбекистана